# Парете
Парете (італ. Parete) — муніципалітет в Італії, у регіоні Кампанія, провінція Казерта.
Парете розташоване на відстані близько 175 км на південний схід від Рима, 17 км на північний захід від Неаполя, 18 км на південний захід від Казерти.
Населення — 11 365 осіб (2014).
Покровитель — святий Петро.

## Демографія
Населення за роками:

Станом на 1 січня 2023 року в муніципалітеті офіційно проживали 1093 іноземці з 29 країн, серед них 547 громадян країн Євросоюзу та 217 громадян України.

## Сусідні муніципалітети
- Джульяно-ін-Кампанія
- Лушіано
- Трентола-Дучента